# Estación de Mafra
La Estación Ferroviaria de Mafra, también conocida como Estación de Mafra, es una plataforma ferroviaria de la Línea del Oeste, que sirve al ayuntamiento de Mafra, en el distrito de Lisboa, en Portugal.

## Características

### Localización y accesos
Se encuentra en la localidad de Mafra Estación, teniendo acceso por la travesía de la Estación.

### Descripción física
Presentaba, en enero de 2011, dos vías de circulación, con 273 y 275 metros de longitud; las plataformas tenían 110 y 72 metros de extensión, y 70 y 65 centímetros de altura.